# Бамбрюгге
Бамбрюгге (нід. Baambrugge) — село в нідерландській провінції Утрехт. Входить до муніципалітету Де-Ронде-Венен. Його населення станом на 2007 рік становило 1100 осіб.
До 1941 року мало статус окремого муніципалітету.

## Галерея

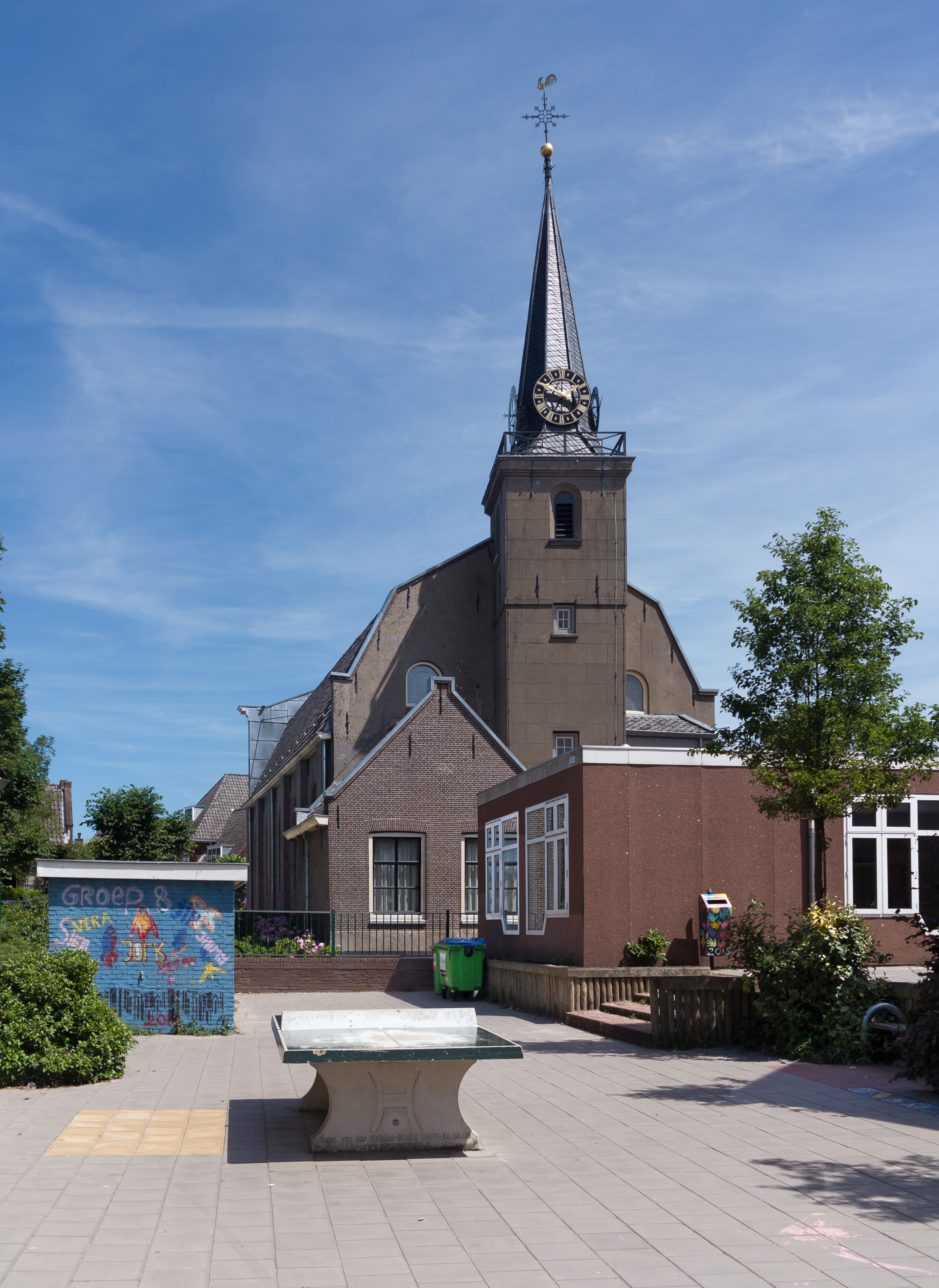
Реформістська церква